# CD7
Антиген T-лимфоцитов CD7 (англ. T-cell antigen CD7) — мембранный белок из суперсемейства иммуноглобулинов. Один из наиболее ранних антигенов, появляющихся на T-лимфоцитах и наиболее надёжный клинический маркёр острой T-лимфоцитарной лимфобластной лейкемии.

## Тканевая специфичность
Экспрессирован на поверхности тимоцитов и зрелых T-лимфоцитов. 

## Функция
Участвует в межклеточных взаимодействиях T-лимфоцитов, а также между T- и B-лимфоцитами. Играет роль в развитии лимфоидной ткани. Способен взаимодействовать с SECTM1 и PIK3R1.

## Структура
CD7 состоит из 215 аминокислот, молекулярная масса — 25,4 кДа. Содержит внеклеточный фрагмент с единственным Ig-подобным доменом и 2 участками N-гликозилирования, трансмембранный фрагмент с участком (по остатку цистеина) S-пальмитоилирования.

## См.также
- Кластер дифференцировки